# Campanha do Sul de Angola
A Campanha do Sul de Angola, em 1915, foi uma operação militar levada a cabo pelas Forças Armadas Portuguesas. Dela resultou a definitiva ocupação do sul de Angola, a pacificação dos povos ovambos unidos em torno do rei Mandume.
Foi durante a campanha que se deu a Batalha de Môngua, uma das maiores batalhas campais entre europeus e africanos e "a única vitória franca e decisiva do Exército Português metropolitano em África” durante a Primeira Guerra Mundial.

## Contexto
Durante a I Guerra Mundial, os ataques aos fortes portugueses de Naulila e Cuangar pelos alemães do Sudoeste Africano Alemão levaram as autoridades portuguesas a ordenar a retirada das tropas do sul de Angola para uma nova linha de defesa mais a norte, o que permitiu os povos de vários reinos ovambos pegar em armas e restabelecerem a independência. Na sequência da retirada das autoridades portuguesas, seguiu-se uma "orgia de pilhagem" entre os povos ovambos, que causou uma fome e a morte de 80,000.
Em Lisboa, Pimenta de Castro convidou o general Pereira d'Eça a assumir o cargo de comandante de uma expedição militar destinada a combater os alemães e governador-geral de Angola, para assim agilizar as operações.
Até ao seu embarque, o general dedicou o seu tempo ao estudo da situação em Angola, à verificação dos meios postos à sua disposição e à elaboração do seu primeiro projecto de operações. Para isto apoiou-se na correspondência trocada entre o Ministério das Colónias, o Governador Geral da Província e Alves Roçadas, e dos elementos e informações que, a seu pedido, lhe foram fornecidas pelo chefe da missão de estudos luso-alemã, o coronel Coelho, e pelo tenente coronel de engenharia Roma Machado, companheiro de trabalhos do Dr. Schubert na referida missão.

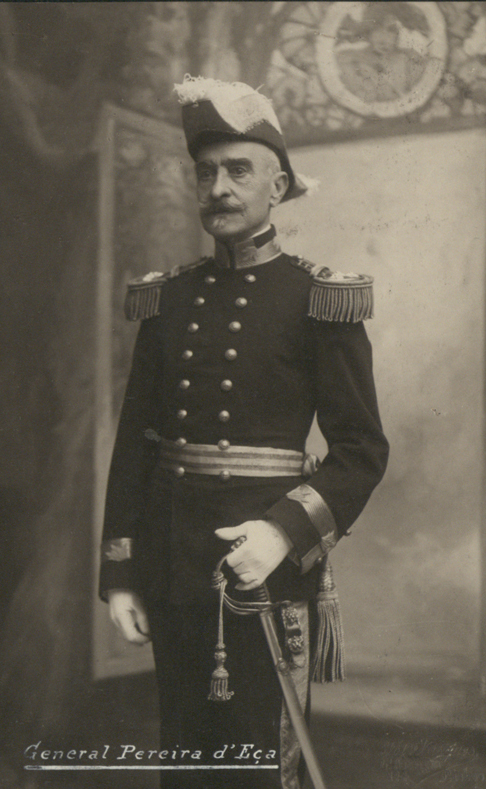
O general Pereira d'Eça.

A partir destas informações o general concluiu que: 
1.º – que a acção das forças da Damaralândia no combate de Naulila não fora uma acção a fundo, pois não tendo elas efectuado a perseguição das nossas, pouco tempo depois se afastaram da fronteira;

2.º - que o resultado do combate de Naulila, juntamente com a intensa propaganda desde larga data efectuada pelos alemães e com a retirada das nossas forças, teve como consequência natural a rebelião, formal ou latente, de todo o gentio de além Cunene, e da região do Humbe
As informações que os portugueses dispunham em relação à força dos alemães no Sudoeste Africano Alemão eram imprecisas. Não obstante, Pereira d'Eça estimava-lhes as tropas em cerca de 4.000 de soldados e 3.000 reservistas, mais uma população civil branca de 12,000 homens capazes de pegar em armas.
Quanto aos povos do Ovampo, eram mais ricas as informações. Cada reino ovambo era governado por um soba e dividia-se em mucundas, circunscrições lideradas por lengas. As mucundas subdividiam-se em libatas, concentradas em torno das cacimbas ou charcos, governadas por seculos. Com excepção da embala do soba, as libatas não possuíam mais de 200 habitantes. Estimavam-se os homens que podiam resistir aos portugueses em 37.000 guerreiros, quais 4.000 a 6.000 possuindo armas finas, entrando naquele número os cuanhamas com 15.000 homens e os cuamatos com 10.000. Se na coligação entrassem os povos ovambos da Damaralandia, o efectivo total ascendia a 57.000 homens. A sua unidade táctica era a tanga de 100 homens, comandando cada lenga até 5 ou mais unidades destas, em média 600 homens.
O general Pereira d'Eça embarcou para Angola no navio África a 5 de Março e desembarcou em Luanda na manhã de 21 do mesmo mês, tendo assumido no mesmo dia o cargo de governador-geral, em sucessão a Norton de Matos, que era suspeito de querer declarar a independência de Angola. Isto pesara na decisão de Pimenta de Castro de substituí-lo pelo general Pereira d'Eça.

## A Campanha
Em Luanda, o governador entrou em contacto com os responsáveis superiores da província, permitindo-lhe avaliar pormenorizadamente a situação. Verificou-se que os africanos mostravam indícios de rebelião e portanto general colocou toda a província em estado de sítio. 

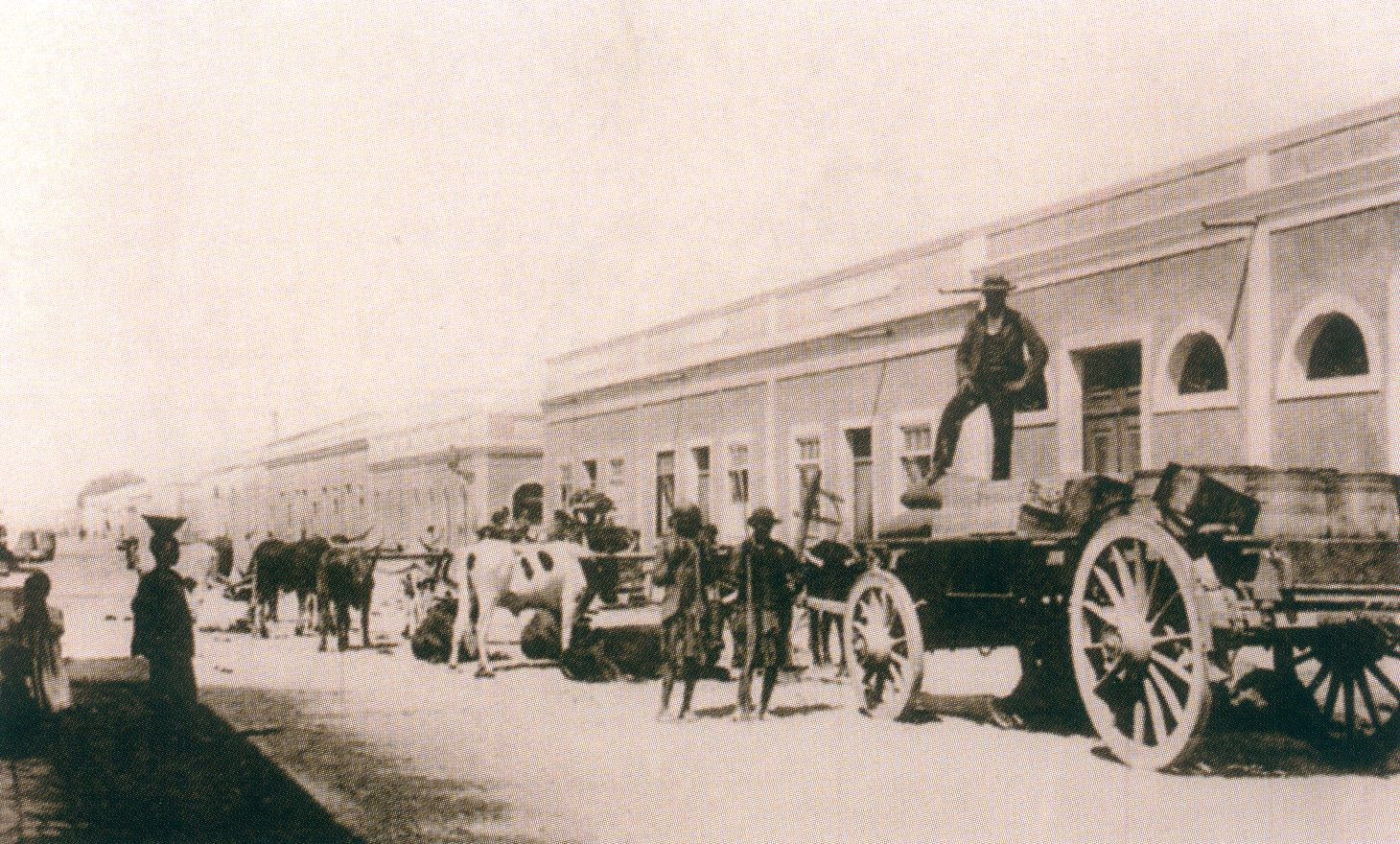
Carroças bóeres em Moçâmedes.

A 3 de Abril embarcou para Moçâmedes, tendo desembarcado na cidade a 7. Moçâmedes estava indicada como estação de depósito e ali foram desembarcadas as tropas, animais, equipamento, e organizado o serviço de logística que apoiaria as tropas em campanha.
A 17, o general enviou para o planalto mais a sul uma missão de reconhecimento com cinco oficiais, de infantaria, artilharia, engenharia, estado-maior e administração militar, que sucessivamente visitaram Lubango, Humpata, Chibia, loba, Tchivinguiro, Gambos, Forno da Cal, Quipungo, Capelongo e Cassinga, num percurso de extensão superior a 1,400 quilómetros, feito na sua quase totalidade num camião Fiat, tendo sido reconhecido que as carreteiras dos carros bóeres podiam ser adaptadas à circulação automóvel com relativa facilidade.

### O combate de Tchipelongo

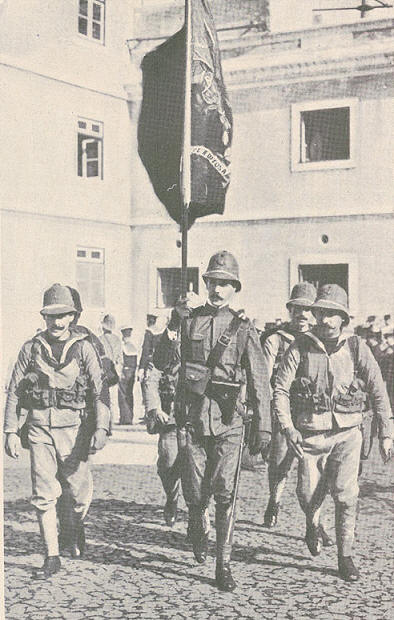
Fuzileiros portugueses, 1915.

A 29 de Abril deu-se o combate de Tchipelongo, em que um pelotão do batalhão de marinha e outro da 15.ª Companhia Indígena de Moçambique, comandados pelo 1.º tenente Afonso de Cerqueira defenderam a missão de Tchipelongo, ameaçada pelos guerreiros africanos. Conseguiram proteger a retirada dos missionários, pessoal e haveres da missão. Foram feridos neste combate o 1.º tenente Cerqueira, o tenente Ataíde, duas praças de marinha e quatro landins.
Como consequência do envio de tropas para Angola, os efectivos portugueses no território elevaram-se nos primeiros dias do mês de Julho a 317 oficiais, 6,166 praças europeias, 763 praças africanas, 310 auxiliares europeus e 3,711 auxiliares africanos, totalizando 11,267 homens. 3,018 solípedes, 26 peças de artilharia, 28 metralhadoras, 4,700 espingardas, 795 carabinas, 410 viaturas hipomóveis, 340 carroças bóeres e 82 camiões.

### Reocupação do Humbe
A 7 de Julho um destacamento sob o comando do major de cavalaria Vieira da Rocha entrou no Humbe ao som da marcha de guerra. A residência do administrador, a fortaleza e as casas dos comerciantes foram encontradas destruídas. Depois de prestada a continência à bandeira nacional, hasteada na residência, as tropas montaram um acampamento. Começou a apresentação dos africanos, em geral velhos, mulheres e crianças, tendo os homens válidos passado além Cunene, procurando refúgio no Cuamato e no Cuanhama.
Cinco dias após a reocupação do Humbe, o general Pereira d'Eça recebeu nos Gambos a notícia da rendição dos alemães às forças Sul-Africanas. A missão portuguesa passou portanto a limitar-se à reocupação do território além-Cunene e ocupação do reino Cuanhama.
O general criou quatro destacamentos: o Destacamento do Evale, o do Cuanhama, o do Cuamato e o de Naulila, que tinham por missão reocupar as respectivas regiões.

### Batalha de Môngua
O general Pereira d'Eça partiu do Humbe a 12 de Agosto à cabeça do destacamento do Cuanhama, composto por cerca de 2700 homens, 16 metralhadoras e 8 canhões. O destacamento de Naulila, composto exclusivamente por cavalaria, foi enviado a reocupar o forte de Naulila.

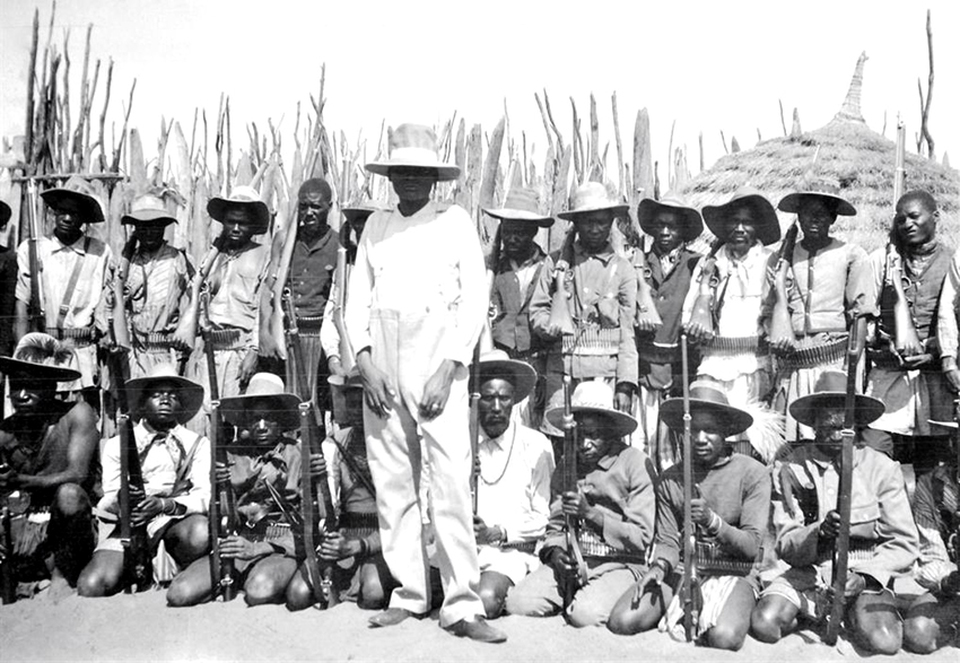
O rei Mandume e os seus guerreiros.

O destacamento do Cuanhama atravessou o rio Cunene no dia seguinte. No dia 16 os guias dos portugueses avisaram-nos de que o inimigo se concentrava nas cacimbas de Môngua e a 17 o destacamento formou o dispositivo de combate, em quadrado.
Nos dias 18, 19 e 20 de Agosto travou-se a Batalha de Môngua. A 18, os portugueses enviaram um pelotão a reconhecer as cacimbas de Môngua mas este foi atacado pelo inimigo escondido no mato, que disparava para tentar abater os animais dos portugueses e, assim, imobilizá-los no meio da região semi-desértica e falha de água. O general Pereira d'Eça, a cavalo, mandou a cavalaria romper o cerco mas os ataques da cavalaria no mato revelaram-se ineficazes e os portugueses sofreram 16 mortos. No dia 19, a infantaria, os fuzileiros navais e os landins conquistaram as cacimbas de Môngua à carga de baionetas e desta forma a iniciativa passou dos ovambos para os portugueses. A 18 e 19 os combates do lado dos ovambos foram dirigidos pelo lenga Calola, com o apoio de mais 9 lengas.
 

Recuperar as cacimbas de água era indispensável pelo que, no dia 20, o rei Mandume, soba de Cuanhama, foi reforçado com um grande número de guerreiros, estimados em 50.000 a 60.000 homens, entre cuanhamas, cuamatos, evales, alguns cuambis, muitos foragidos do Humbe e cinco carroças bóeres de munições.
Cerca da 1 h. do dia 20, os cães que acompanhavam o destacamento começaram a ladrar furiosamente, enquanto os postos avançados retiravam gritando: - lá vêm eles.

Dado o sinal de alarme pelo clarim do Quartel-General, as tropas pegaram imediatamente em armas, ocupando as posições de combate com a maior serenidade e disciplina. A uns tiros disparados na direcção da face da frente, respondeu apenas aquela face com algumas descargas feitas com regularidade, sem que de qualquer outra face partisse qualquer tiro isolado ou descarga. Feito o toque de descansar, tudo recaiu em silêncio, voltando os postos avançados para os locais que tinham ocupado.
Do interior do mato, os portugueses ouviam os cânticos de guerra entoados por milhares de guerreiros. O combate de dia 20 durou das 7:30 da manhã até às 17 horas da tarde, tendo os ovambos sido obrigados a retirar. Nos três combates dos dias 18, 19 e 20 de Agosto as perdas totais foram 34 mortos e 57 feridos, dos quais 2 morreram.

### Ocupação do Cuanhama
Repelidos os ovambos em Môngua, as tropas portuguesas encontravam-se imobilizadas devido à falta de água e de animais, pelo que foi enviado a Humbe um camião com soldados da marinha e uma metralhadora que, após uma tentativa falhara, conseguiram passar pelos ovambos e chegar ao destino.
Às 15h do dia 24, o destacamento do Cuamato alcançou as tropas em Môngua após uma notável marcha de 130 quilómetros em 50 horas, tendo pelo caminho forçado a passagem por grupos de atiradores ovambos que tentavam impedir o seu avanço e isolar os portugueses.
O destacamento do Cuanhama não ficara inactivo e todos os dias saiam soldados e tropas africanas a fazer reconhecimento, tendo estas últimas de abrir caminho a tiro para regressarem ao quadrado. Quase todos os dias ouviam-se tiros entre as gentes que queriam render-se aos portugueses e os partidários do lenga Calola, que pretendia continuar a guerra.
A 2 de Setembro, o destacamento da N'giva partiu de Môngua para a capital do reino cuanhama. O capitão Pissara comandou o esquadrão de dragões com notabilidade, repelindo algumas guerrilhas. No entanto, a coluna alongou-se durante a marcha devido aos animais que morriam e aos homens que abrandavam e ficavam para trás caídos desfalecidos por extenuação, sede e insolação. Os camiões encheram-se de inválidos e devido à falta de animais os soldados tiveram de rebocar o material de artilharia. A embala de Mandume foi alcançada a 4 e ocupada. Tinha sido abandonada e incendiada. Era um cerrado com 500 metros de diâmetro, contendo sementeiras e uma eira, paliçadas destinadas à guarda do gado e de palhotas. Dentro da paliçada existia uma casa de adobe que era a residência de Mandume e ali foram recuperados os restos de uma peça de bronze de ante-carga, uma peça de bronze de montanha de 7 polegares e uma metralhadora Nordenfeldt de 5 canos.

### A reocupação do Evale
Enquanto o Destacamento do Cuanhama do general Pereira d'Eça participava na Batalha de Môngua, o Destacamento do Evale, comandado pelo major Reis e Silva partira a reocupar o reino do Evale. Para isto o major Reis e Silva dividira o seu destacamento em três colunas: a do Evale, a do Colui e a do Cuvelai. Partindo do Mulondo a 11 de Agosto, a coluna do Evale alcançou o Evale a 21, registando-se no percurso apenas alguns ligeiros tiroteios com grupos de africanos fugidos do Quiteve, Cáfu e Humbe ou espiões de Mandume. Ao receber informações do estado crítico do Destacamento do Cuanhama imobilizado em Môngua, seguiu para lá com víveres a 22 e, marchando dia e noite, alcançou-o na meia-noite de 27.
As colunas do Colui e do Cuvelai não se depararam com resistência digna de menção no cumprimento da sua missão.

## Rescaldo
Ocupado o Cuanhama, terminaram as operações, restando apenas ocupar efectivamente o território conquistado. O Batalhão de Infantaria 17 ficou encarregue desta operação. No Cuamato, Humbe e Evale foram restabelecidos os postos militares existentes anteriormente à revolta ovambo que se seguiu à retirada de 1914, que eram os de Humbe, Naulila, Forte Roçadas, Damequero, Cuamato, Cáfu e cacimbas, e Evale.